# Rejoyce: The Christmas Album
Rejoyce: The Christmas Album är ett julalbum av Jessica Simpson. släppt den 23 november 2004. Albumet innehåller duetter både med systern Ashlee Simpson och maken Nick Lachey. Två singlar släpptes från det framgångsrika albumet: "Let It Snow, Let It Snow, Let It Snow" och "Oh Holy Night".

## Låtlista
1. "Let It Snow! Let It Snow! Let It Snow! (Sammy Cahn, Jule Styne) - 2:01
2. "The Christmas Song (Chestnuts Roasting on an Open Fire)" (Mel Tormé, Robert Wells) - 4:03
3. "Baby, It's Cold Outside" (Frank Loesser) - 2:49
4. "O Holy Night" (Adolphe Adam) - 4:11
5. "The Little Drummer Boy" (Katherine Davis, Henry Onorati, Harry Simeone) - 3:41
6. "I Saw Mommy Kissing Santa Claus" (Tommie Connor) - 3:09
7. "What Child Is This" (Traditional) - 3:57
8. "What Christmas Means to Me" (Anna Gordy Gaye, George Gordy, Allen Story) - 3:01
9. "Breath of Heaven (Mary's Song)" (Chris Eaton, Amy Grant) - 5:40
10. "It's Christmas Time Again" (billymann, Nick Lachey, Christopher Rojas, Jessica Simpson) - 3:10
11. "Hark! The Herald Angels Sing" (Felix Mendelssohn) - 3:11